# Án lệ 14/2017/AL
Án lệ 14/2017/AL về công nhận điều kiện của hợp đồng tặng cho quyền sử dụng đất mà điều kiện đó không được ghi trong hợp đồng là án lệ công bố thứ 14 thuộc lĩnh vực dân sự của Tòa án nhân dân tối cao tại Việt Nam, được Hội đồng Thẩm phán Tòa án nhân dân tối cao thông qua, Chánh án Tối cao Nguyễn Hòa Bình ra quyết định công bố ngày 28 tháng 12 năm 2017 và có hiệu lực cho tòa án các cấp trong cả nước nghiên cứu, áp dụng trong xét xử từ ngày 15 tháng 2 năm 2018. Án lệ 14 dựa trên nguồn là Quyết định giám đốc thẩm số 02 ngày 17 tháng 1 năm 2011 của Tòa Dân sự Tòa án nhân dân tối cao về vụ án dân sự yêu cầu hủy hợp đồng chuyển nhượng quyền sử dụng đất tại tỉnh Điện Biên, nội dung xoay quanh hợp đồng tặng cho quyền sử dụng đất; giao dịch dân sự có điều kiện; và tặng cho tài sản có điều kiện.
Trong vụ việc, nguyên đơn Quàng Văn P1 khởi kiện con trai và con dâu của mình tức vợ chồng bị đơn Quàng Văn P2, Phan Thị V, yêu cầu hủy hợp đồng tặng cho đất đối với mảnh đất thuộc quyền sử dụng của ông, được cấp bởi chính quyền địa phương. Vấn đề trong vụ việc là xác minh quyền sử dụng và định đoạt mảnh đất tranh chấp bởi nguyên đơn, thủ lục pháp lý đối với tài sản trong quá trình xung đột và hợp đồng tặng cho. Từ đây, vụ án được chọn làm án lệ để xác định hiệu lực của hợp đồng tặng cho quyền sử dụng đất có điều kiện trong trường hợp chứng minh được điều kiện đó.

## Tóm lược vụ án
Tại thủ phủ Điện Biên Phủ, tỉnh Điện Biên có gia đình Quàng Văn P1 (gọi tắt: ông P1) và hai người con là con gái Quàng Thị N (gọi tắt: chị N), con trai Quàng Văn P2 (gọi tắt: anh P2), cùng con dâu Phan Thị V (gọi tắt: chị V). Năm 2003, ông P1 được Ủy ban nhân dân tỉnh Điện Biên cấp cho đất thổ cư là 72 m² đối diện đường quốc lộ. Những năm sau, mảnh đất tạm được sử dụng bởi con gái là chị N. Sau đó, ông P1 quyết định tặng cho vợ chồng con trai quyền sử dụng mảnh đất này với điều kiện là vợ chồng con trai phải xây nhà ở cho mình, chỉ nói lời, không ghi trong hợp đồng.
Thời gian sau, vợ chồng con trai của ông sử dụng mảnh đất này nhưng không xây nhà cho ông, không chấp nhận yêu cầu của ông. Ngày 27 tháng 12 năm 2006, Quàng Văn P1 khởi kiện Quàng Văn P2 và Phan Thị V, đệ đơn gửi Tòa án nhân dân thành phố Điện Biên Phủ. Vụ án lần lượt được xét xử sơ thẩm, phúc thẩm tại Tòa án nhân dân tỉnh Điện Biên rồi giám đốc thẩm tại Tòa Dân sự Tòa án nhân dân tối cao để đi đến nhận định cuối cùng rồi quay trở lại với sơ thẩm.

## Tranh tụng

### Nguyên đơn
Tại đơn khởi kiện và trong quá trình giải quyết vụ án, nguyên đơn là Quàng Văn P1 và Quàng Thị N trình bày rằng: năm 2003, Ủy ban nhân dân tỉnh Điện Biên cấp cho ông 72 m² đất mặt đường Quốc lộ 279. Ngày 24 tháng 12 năm 2003, ông lập thủ tục chuyển quyền sử dụng đất cho vợ chồng Quàng Văn P2 (là con trai của ông) và Phan Thị V (là con dâu của ông) diện tích đất nêu trên. Ngày 6 tháng 12 năm 2003, ông lại lập hợp đồng chuyển quyền sở hữu đất nhà ở cho Quàng Văn P2, Phan Thị V diện tích đất nêu trên, có xác nhận của Ủy ban nhân dân phường T, thành phố Điện Biên Phủ, tỉnh Điện Biên.
Năm 2005, giữa ông và Quàng Thị N (là con gái của ông) có tranh chấp diện tích đất này nên tại đệ đơn khởi kiện, theo bản án dân sự phúc thẩm ngày 24 tháng 8 năm 2005, Tòa án nhân dân tỉnh Điện Biên đã buộc Quàng Thị N phải trả cho ông diện tích đất nêu trên. Ngày 12 tháng 6 năm 2006, Ủy ban nhân dân thành phố Điện Biên Phủ, tỉnh Điện Biên cấp giấy chứng nhận quyền sử dụng đất cho ông. Ngày 27 tháng 10 năm 006, ông làm hợp đồng tặng cho Quàng Văn P2 với điều kiện anh P2 phải xây nhà cho ông ở. Khi ông hoàn tất thủ tục sang tên theo hợp đồng tặng cho, anh P2 đã không thực hiện việc xây nhà như đã hứa mà còn yêu cầu ông ra thị trấn M, huyện Tuần Giáo ở nên yêu cầu hủy hợp đồng tặng cho đất vì anh P2, chị V không thực hiện điều kiện đã cam kết.

### Bị đơn
Bị đơn là vợ chồng Quàng Văn P2 và Phan Thị V trình bày rằng: Quàng Văn P1 (là bố của anh) đã tặng cho vợ chồng anh diện tích đất nêu trên từ khi ông P1 còn minh mẫn, tỉnh táo. Nay ông P1 không còn minh mẫn thì chị N (là chị gái của anh) ép ông P1 làm đơn hủy hợp đồng tặng cho. Việc bố cho anh đất không có điều kiện và cam kết gì nên không chấp nhận theo yêu cầu của nguyên đơn.

## Xét xử

### Sơ thẩm
Ngày 30 tháng 6 năm 2007, phiên sơ thẩm đã diễn ra tại trụ sở tòa ở số 209 Tổ 11, phường Him Lam, Thành phố Điện Biên Phủ Tòa án nhân dân thành phố Điện Biên Phủ, tỉnh Điện Biên quyết định: không chấp nhận yêu cầu của Quàng Văn P1 về việc hủy hợp đồng chuyển nhượng quyền sử dụng đất số 82 ngày 6 tháng 10 năm 2006, giữa bên chuyển nhượng là Quàng Văn P1, bên nhận chuyển nhượng Quàng Văn P2, Phan Thị V. Ngoài ra, Tòa án cấp sơ thẩm còn quyết định về án phí, quyền kháng cáo của các đương sự.

### Phúc thẩm
Sau khi ra phán quyết sơ thẩm, Quàng Văn P1 kháng cao. Ngày 28 tháng 8 năm 2007, phiên phúc thẩm diễn ra tại trụ sở tòa ở số 158 đường Hoàng Công Chất, phường Mường Thanh, thành phố Điện Biên Phủ, Tòa án nhân dân tỉnh Điện Biên quyết định: sửa bản án sơ thẩm của Tòa án nhân dân Thành phố Điện Biên Phủ, tỉnh Điện Biên. Chấp nhận đơn kháng cáo của Quàng Văn P1. Hủy hợp đồng chuyển nhượng quyền sử dụng đất số 82 giữa hai bên đối với mảnh đất theo giấy chứng nhận quyền sử dụng đất. Kiến nghị với Phòng Tài nguyên và Môi trường của thành phố Điện Biên Phủ, tỉnh Điện Biên phải đính chính khôi phục lại giấy chứng nhận quyền sử dụng đất đối với người đứng tên sử dụng đất là Quàng Văn P1.
Kiến nghị với Phòng Tài nguyên và Môi trường thành phố thu hồi giấy chứng nhận quyền sử dụng đất đối với người đứng tên trong giấy chứng nhận quyền sử dụng đất đối với Quàng Văn P2 số vào sổ cấp giấy chứng nhận quyền sử dụng đất. Ngoài ra, Tòa án cấp phúc thẩm còn quyết định về án phí.

### Kháng nghị

#### Đánh giá tình tiết
Sau khi xét xử phúc thẩm, Quàng Văn P2 có đơn khiếu nại đề nghị xem xét theo thủ tục giám đốc thẩm đối với bản án dân sự phúc thẩm nêu trên. Ngày 26 tháng 8 năm 2010, Chánh án Tòa án nhân dân tối cao Trương Hòa Bình đã kháng nghị đối với bản án dân sự phúc thẩm của Tòa án nhân dân tỉnh Điện Biên, đề nghị Toà dân sự Toà án nhân dân tối cao xét xử giám đốc thẩm huỷ bản án dân sự phúc thẩm nêu trên và huỷ bản án dân sự sơ thẩm của Tòa án nhân dân thành phố Điện Biên Phủ,, giao hồ sơ vụ án cho Toà cấp sơ thẩm xét xử sơ thẩm lại theo đúng quy định của pháp luật. Quyết định kháng nghị đã đưa ra các nhận định về vụ án.
Căn cứ các tài liệu có trong hồ sơ vụ án thì nguồn gốc 72 m² là của ông P1 được chính quуền địa phương cấp để làm nhà ở năm 2003. Ngày 6 tháng 12 năm 2003, ông P1 lập giấy chuyển quyền sở hữu lô đất cho vợ chồng con trai, có chữ ký của hai bên, nhân chứng là Bí thư Chi bộ, Khối trưởng và xác nhận của Ủy ban nhân dân phường. Ngày 24 tháng 12 năm 2003, ông P1 lại có đơn xin chuyển quyền sử dụng đất, vẫn có nội dung chuyển quyền sử dụng diện tích đất cho vợ chồng con trai với chữ ký của ông và xác nhận của trưởng phố. Tuy nhiên, diện tích đất trên giữa ông P1 với chị N, tức con gái của ông đang có tranh chấp. Tại bản án dân sự phúc thẩm năm 2005, Tòa án nhân dân tỉnh Điện Biên mới buộc chị N trả diện tích đất cho ông P1 và tại biên bản giải quyết việc thi hành án ngày 22 tháng 3 năm 2006 thì chị N mới trả đất cho ông P1.
Như vậy có cơ sở để xác định tuy từ năm 2003 ông P1 lập giấy cho vợ chồng anh P2, nhưng ở tại thời điểm này chị N vẫn là người quản lý và sử dụng đất; đến ngày 24 tháng 8 năm 2005 thì ông P1 mới được xác định là người có quyền sử dụng hợp pháp diện tích đất trên (theo quyết định có hiệu lực của Tòa án) và đến ngày 22 tháng 3 năm 2006, ông P1 mới thực tế nhận đất. Do đó, việc ông P1 làm giấy tặng cho anh P2 trước đó là không có giá trị pháp lý, hơn nữa vợ chồng anh P2 cũng chưa làm được thủ tục sang tên, chưa nhận đất. Sau khi nhận đất, ngày 25 tháng 3 năm 2006, ông P1 mới ủy quyền cho anh P2 xin giấy phép xây dựng, giải phóng mặt bằng, xây nhà cho ông P1 ở và chăm sóc cụ K (cha của ông P1). Ngày 12 tháng 6 năm 2006, ông P1 mới được cấp giấy chứng nhận quyền sử dụng đất.

#### Nhận định xét xử
Ngày 3 tháng 6 năm 2006, tại thành phố Hà Nội, ông P1 lại ủy quyền cho Nguyễn Viết H làm thủ tục để ông tặng cho vợ chồng anh P2 diện tích đất nêu trên. Tại hợp đồng chuyển nhượng quyền sử dụng đất thể hiện ông P1 cho anh P2 diện tích đất trên. Hợp đồng trên có chữ ký đề tên ông P1, anh P2, người được ủy quyền là Nguyễn Viết H. Nhưng Ủy ban nhân dân phường lại có xác nhận vào hồi tám giờ ngày 6 tháng 10 năm 2006. Trên cơ sở hợp đồng trên, anh P2 được cấp giấy chứng nhận quyền sử dụng đất. Trong thực tế từ ngày 17 tháng 2 năm 2003, ông P1 bị bệnh phải điều trị tại thành phố Hà Nội (tai biến mạch máu não, liệt nửa người bên trái, liệt thần kinh trung ương). Như vậy, trong năm 2006, ông P1 đã ký nhiều văn bản để định đoạt 72 m² đất mà ngày 12 tháng 6 năm 2006 ông được cấp giấy chứng nhận. Tuy nhiên, ông P1 giai đoạn này ở thành phố Hà Nội, đang bị liệt thần kinh trung ương, liệt nửa người và ông P1 cũng chưa hề sử dụng đất.
Lẽ ra, phải làm rõ, xác định ý chí của ông P1 về việc định đoạt 72 m² đất này, xem xét đánh giá ông P1 có ý chí cho anh P2 hay ông P1 chỉ giao cho anh P2 xây cất nhà để ở. Đồng thời làm rõ ông P1 ký hợp đồng khi nào, ở đâu, giá trị pháp lý của hợp đồng này, lý do ông P1 ký hợp đồng nay lại xin hủy hợp đồng. Nếu ông P1 chỉ giao cho anh P2 xây cất nhà để ông ở và ông P1 có nhu cầu sử dụng đất thì phải hủy hợp đồng trên, công nhận ông P1 có quyền sử dụng đất, nhưng ông P1 phải thanh toán các chi phí hợp lý trong việc làm thủ tục sang tên đất nếu anh P2 có yêu cầu. Trong trường hợp ông P1 không có nhu cầu sử dụng và thể hiện ý chí đã cho anh P2 thì phải bác yêu cầu của ông P1.
Tòa án cấp sơ thẩm và Tòa án cấp phúc thẩm chưa xác minh làm rõ các vấn đề nêu trên, nhưng Tòa án cấp sơ thẩm căn cứ vào các văn bản do ông P1 ký và việc anh P2 được công nhận có quyền sử dụng đất để bác yêu cầu của ông P1, còn Tòa án cấp phúc thẩm cho rằng ông P1 bị bệnh không nhận thức được hành vi khi ký kết các văn bản và thủ tục tặng cho không tuân thủ các quy định của pháp luật, từ đó, hủy hợp đồng chuyển nhượng, công nhận ông P1 có quyền sử dụng đất đều chưa đủ căn cứ. Ngoài ra, Ủy ban nhân dân mới là cơ quan có thẩm quyền cấp giấy chứng nhận quyền sử dụng đất, nhưng Tòa án cấp phúc thẩm lại kiến nghị Phòng Tài nguyên và Môi trường thu hồi giấy chứng nhận quyền sử dụng đất của anh P2 là không chính xác.

## Giám đốc thẩm
Ngày 17 tháng 1 năm 2011, với yêu cầu kháng nghị của Chánh án Tòa án nhân dân tối cao, Tòa Dân sự Tòa án nhân dân tối cao đã mở phiên xét xử giám đốc thẩm tại trụ sở tòa ở số 48 đường Lý Thường Kiệt, quận Hoàn Kiếm, Hà Nội. Tại phiên tòa giám đốc thẩm, đại diện Viện kiểm sát nhân dân tối cao cho rằng quyết định kháng nghị của Chánh án là cần thiết vì năm 2003, ông P1 có lập hợp đồng chuyển nhượng quyền sử dụng đất cho vợ chồng anh P2 và năm 2006 lập giấy ủy quyền tặng cho đất cho vợ chồng anh P2, tuy giấy tờ ghi chuyển nhượng quyền sử dụng, nhưng đều thể hiện nội dung là ông P1 tặng cho vợ chồng anh P2. Vì vậy, cần làm rõ việc tặng cho của ông P1 có điều kiện hay không để giải quyết theo quy định của pháp luật.

### Nhận định của Tòa án
Nhận định của Hội đồng xét xử Tòa Dân sự Tòa án nhân dân tối cao, Quyết định 573/2013/DS-GĐT.
Vấn đề về mảnh đất 72 m² như trình bày của nguyên đơn. Ngày 12 tháng 6 năm 2006, Ủy ban nhân dân thành phố Điện Biên Phủ đã cấp giấy chứng nhận cho nguyên đơn. Ngày 15 tháng 9 năm 2006, nguyên đơn có đơn xin xác nhận việc ông ủy quyền cho bị đơn được toàn quyền sở hữu và sử dụng đất. Ngày 3 tháng 10 năm 2006, nguyên đơn lập hợp đồng ủy quyền cho Nguyễn Viết H làm thủ tục tặng cho bị đơn diện tích đất nêu trên, có chứng thực của Phòng Công chứng Nhà nước số 3, thành phố Hà Nội. Ngày 6 tháng 10 năm 2006, nguyên đơn lại lập hợp đồng chuyển nhượng quyền sử dụng đất cho bị đơn, mục giá trị chuyển nhượng ghi bố cho con; Ủy ban nhân dân thành phố Điện Biên Phủ đã xác nhận nên hợp đồng này thể hiện hợp pháp hóa việc nguyên đơn tặng cho bị đơn quyền sử dụng đất. Ngày 27 tháng 10 năm 2006, Ủy ban nhân dân thành phố cấp giấy chứng nhận quyền sử dụng đất cho bị đơn.
Như vậy, nếu có căn cứ xác định cơ quan Nhà nước có thẩm quyền tại địa phương cấp đất cho nguyên đơn từ năm 2003 (vì Tòa án các cấp chưa thu thập quyết định cấp đất năm 2003), thì nguyên đơn có quyền sử dụng hợp pháp đối với diện tích đất nêu trên từ năm 2003, nên có quyền định đoạt tài sản của mình.
Do vậy, cần thu thập xác minh bị đơn có thực hiện đầy đủ các điều kiện trên hay không. Thời gian nguyên đơn đi điều trị tại bệnh viện thì ai là người chăm sóc ông. Hiện vợ chồng bị đơn đang cư trú tại Hà Nội, thì điều kiện chăm sóc vợ chồng cụ K (bố, mẹ của nguyên đơn, tức ông bà nội của bị đơn) như thế nào. Trên cơ sở xác định việc thực hiện các điều kiện của vợ chồng bị đơn để xác định hợp đồng tặng cho giữa hai bên đã hoàn thành hay chưa hoàn thành để giải quyết vụ án theo quy định của pháp luật.
Mặt khác, theo quy định của Luật Đất đai 2003, thì Phòng Tài nguyên và Môi trường không có thẩm quyền thu hồi đất nên Tòa án cấp phúc thẩm kiến nghị Phòng Tài nguyên và Môi trường thu hồi giấy chứng nhận quyền sử dụng đất của bị đơn là không đúng pháp luật. Hội đồng giám đốc thẩm Tòa Dân sự Tòa án nhân dân tối cao thấy cần hủy bản án dân sự phúc thẩm và hủy bản án dân sự sơ thẩm để xét xử sơ thẩm lại theo quy định của pháp luật. Quyết định kháng nghị của Chánh án Tòa án nhân dân tối cao là có căn cứ.

### Quyết định
Từ nhận định này, Tòa Dân sự Tòa án nhân dân tối cao ra quyết định: hủy bản án dân sự phúc thẩm năm 2008 của Tòa án nhân dân tỉnh Điện Biên và hủy bản án dân sự sơ thẩm của Tòa án nhân dân thành phố Điện Biên Phủ, tỉnh Điện Biên về vụ án yêu cầu hủy hợp đồng chuyển nhượng quyền sử dụng đất giữa nguyên đơn Quàng Văn P1 với bị đơn là Quàng Văn P2 và Phan Thị V. Giao hồ sơ vụ án cho Tòa án nhân dân thành phố Điện Biên Phủ, tỉnh Điện Biên xét xử sơ thẩm lại theo quy định của pháp luật.